# Club León
Club León, sau simplu León, este un club de fotbal din León, Guanajuato, Mexic, care în prezent evoluează în Liga MX, eșalonul superior al fotbalului mexican.
León a câștigat de 7 ori Primera División și a fost prima "Campeonísimo" mexicană, câștigând atât campionatul cât și Cupa în același an, în 1949.

## Lotul actual
La 5 iulie 2024.
| Nr. |           | Poziție | Jucător                                    |
| --- | --------- | ------- | ------------------------------------------ |
| 1   | Mexic     | P       | Alfonso Blanco                             |
| 2   | Mexic     | F       | Mauricio Isais                             |
| 4   | Uruguay   | M       | Nicolás Fonseca                            |
| 5   | Mexic     | M       | Sebastián Fierro                           |
| 7   | Mexic     | F       | Iván Moreno                                |
| 8   | Argentina | M       | Emiliano Rigoni                            |
| 10  | Columbia  | M       | James Rodríguez                            |
| 11  | Columbia  | A       | Stiven Mendoza                             |
| 12  | Mexic     | P       | Óscar Jiménez (împrumutat de la América)   |
| 14  | Mexic     | A       | Ettson Ayón                                |
| 15  | Columbia  | M       | Edgar Guerra                               |
| 17  | Mexic     | M       | Jesús Hernández (împrumutat de la Pachuca) |
| 18  | Mexic     | M       | Andrés Guardado                            |
| 20  | Chile     | F       | Rodrigo Echeverría                         |

| Nr. |           | Poziție | Jucător          |
| --- | --------- | ------- | ---------------- |
| 21  | Columbia  | F       | Jaine Barreiro   |
| 22  | Argentina | F       | Adonis Frías     |
| 23  | Mexic     | P       | Oscar García     |
| 24  | Mexic     | M       | Carlos Cisneros  |
| 25  | Mexic     | F       | Paul Bellón      |
| 26  | Mexic     | F       | Salvador Reyes   |
| 27  | Mexic     | M       | Ángel Estrada    |
| 28  | Mexic     | M       | David Ramírez    |
| 29  | Venezuela | A       | Jhonder Cádiz    |
| 31  | Mexic     | M       | Sebastián Santos |
| 32  | Mexic     | F       | Luis Cervantes   |
| 33  | Mexic     | M       | Héctor Uribe     |
| 34  | Mexic     | F       | Víctor Barajas   |
| 35  | Mexic     | F       | Diego Luna       |

## Palmares

### Național
- Primera División (7): 1947-48, 1948–49, 1951–52, 1955–56, 1991–92, Apertura 2013, Clausura 2014
- Segunda División de México/Primera división 'A' mexicana/Liga de Ascenso de México (5): Temporada 1989/1990, Clausura 2003, Clausura 2004, Clausura 2008, Clausura 2012
- Campeón de Ascenso (2): Final de Ascenso 1989/1990, Final de Ascenso 2011/2012
- Copa México (5): 1948-49, 1957–58, 1966–67, 1970–71, 1971–72
- Campeón de Campeones (4): 1947/1948, 1955/1956, 1970/1971, 1971/1972

## Antrenori
- Víctor Manuel Vucetich (25 Sept 1990–30 June 93)
- Sebastiao Lazaroni (1993–94)
- Enrique López Zarza (27 March 2001–16 April 01)
- Sergio Bueno (1 Jan 2007–30 June 08)
- Mario García (1 July 2008–13 Oct 08)
- Salvador Reyes (1 July 2009–24 Oct 09)
- José Luis Salgado (1 Jan 2010–24 July 10)
- Sergio Orduña (7 Aug 2010–22 Aug 10)
- Pintado (10 Sept 2010–31 Dec 10)
- Tita (1 Jan 2011–14 Sept 11)
- Pedro Muñoz (15 Sept 2011–31 Dec 11)
- Gustavo Matosas (1 Jan 2012–)